# Allium ubipetrense
Allium ubipetrense är en amaryllisväxtart som beskrevs av Reinhard M. Fritsch. Allium ubipetrense ingår i släktet lökar, och familjen amaryllisväxter.
Artens utbredningsområde är Iran. Inga underarter finns listade i Catalogue of Life.